# Никитин, Борис Александрович
Бори́с Алекса́ндрович Ники́тин (1906—1952) — советский радиохимик. Член-корреспондент АН СССР.

## Биография
Родился 1 мая 1906 года в Санкт-Петербурге. В 1927 году окончил Ленинградский государственный университет, после чего работал в Радиевом институте АН СССР, с 1950 года был его директором.
Основное направление научной деятельности ученого — радиохимия, химия благородных газов и геохимия. Автор закона Никитина, согласно которому при распределении микрокомпонента между газовой и изоморфной твердой фазами наблюдается тот же закон, что и при кристаллизации из раствора.
Участвовал в исследованиях распределения радия в пластовых водах и гелия в природных газах, результаты которых были применены в поисках месторождений урана.
Член-корреспондент АН СССР (1943). Член ВКП(б) с 1941 года.
С 1945 на протяжении двух лет изучал экстракционные методы выделения и очистки нептуния и плутония с помощью органических растворителей. В 1948 году был руководителем пусковой бригады при введении в эксплуатацию радиохимического комбината № 817 (ныне — производственное объединение «Маяк») в Озёрске (Челябинске-40). В 1948 году назначен заместителем научного руководителя этого же завода по эксплуатации его химической части. Участвовал в обеспечении комбинатом с февраля 1949 выпуска партии плутония для первой советской атомной бомбы, которая была успешно испытана 29 августа 1949 года.
Скоропостижно скончался 20 июля 1952 года на даче в посёлке Комарово. Похоронен в Ленинграде на Серафимовском кладбище (14 уч.).
Жена (с 1934) — химик Эсфирь Моисеевна Иоффе.

## Награды и премии
- орден Ленина (29.10.1949).
- 2 ордена Трудового Красного Знамени (10.06.1945; 21.03.1947).
- Сталинская премия третьей степени (1943) — за разработку метода выделения и промышленного применения радиотория[2].
- Сталинская премия первой степени (29.10.1949) — «за выполнение специального задания правительства»[2]; в совсекретном постановлении Совета министров СССР № 5070-1944сс/оп от 29.10.1949 г. мотивация награждения Сталинской премией и орденом Ленина раскрыта: «за разработку технологии химического выделения плутония».

## Основные труды
- Никитин Б. А. Избранные труды. — 1956. — 350 с.